# Piotr Motylewicz

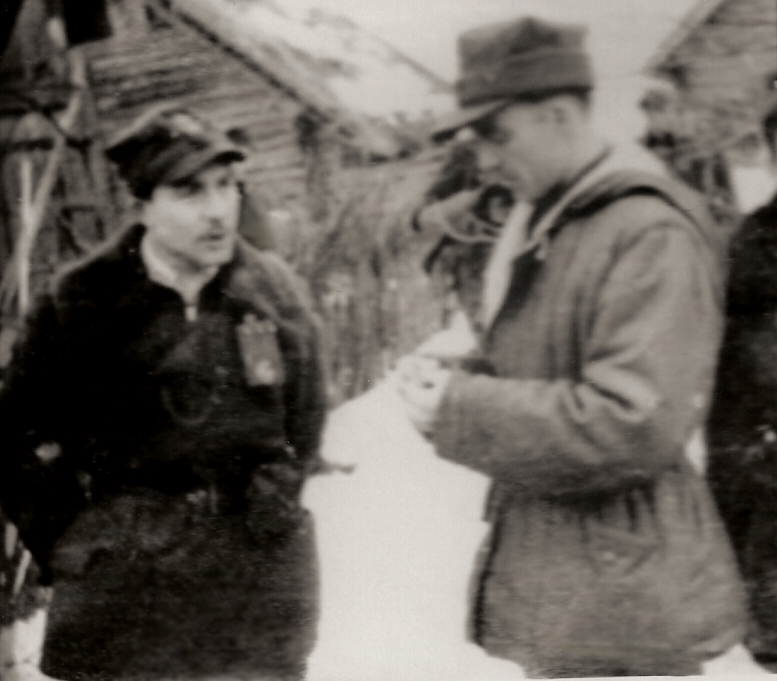
Romuald Rajs „Bury” (z lewej) i Piotr Motylewicz „Szczepcio” (1944)

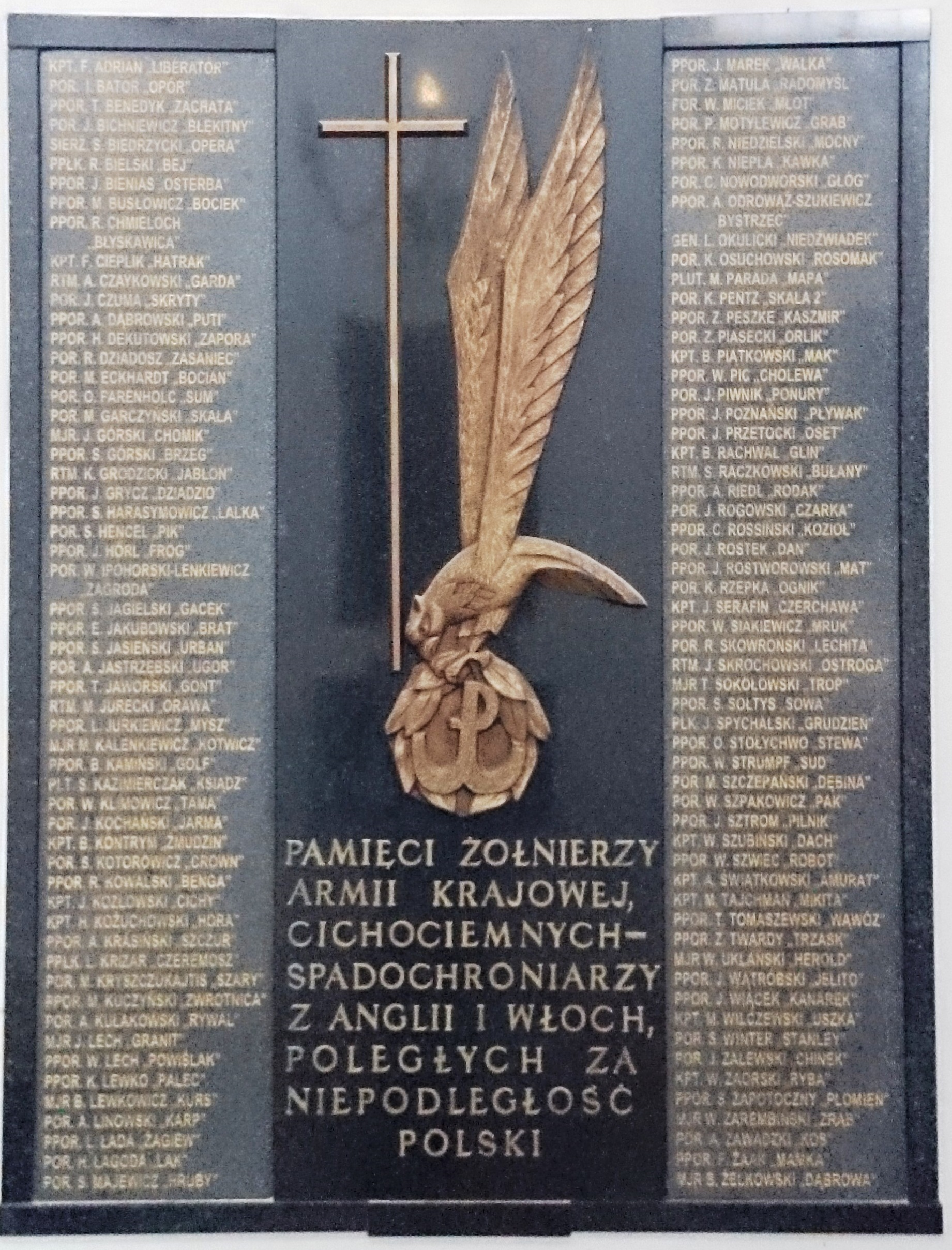
Tablica w kościele św. Jacka w Warszawie, upamiętniająca poległych cichociemnych, w tym Piotra Motylewicza

Piotr Paweł Motylewicz vel Piotr Demkowski pseud.: Krzemień, Grab, Szczepcio (ur. 21 czerwca 1915 w Nosolowicach (obecnie w Czechach), zm. 7 stycznia 1944 pod Mikuliszkami (powiat oszmiański)) – oficer Wojska Polskiego, Polskich Sił Zbrojnych i Armii Krajowej, porucznik piechoty służby stałej, cichociemny.

## Życiorys
Był synem Michała, urzędnika kolejowego, i Rozalii z domu Hrycyszyn. 
Chodził do szkoły powszechnej w Hucisku Turzańskim, a następnie, w latach 1926–1934 do Państwowego Gimnazjum w Brzeżanach, gdzie zdał maturę w 1934 roku. Był harcerzem. Po ukończeniu gimnazjum został powołany do wojska. Odbył służbę zasadniczą w okresie od września 1935 roku do sierpnia 1936 roku na Dywizyjnym Kursie Podchorążych Rezerwy Piechoty w 54 pułku piechoty Strzelców Kresowych 12 Dywizji Piechoty w Tarnopolu. Kontynuował naukę w Szkole Podchorążych Piechoty w Ostrowi Mazowieckiej-Komorowie w latach 1936–1938. Po jej ukończeniu dostał przydział na stanowisko dowódcy plutonu 1 kompanii I batalionu 49 Huculskiego Pułku Strzelców stacjonującego w Kołomyi.
We wrześniu 1939 roku walczył jako dowódca I plutonu 4. kompanii 51 pułku piechoty Strzelców Kresowych. W czasie bitwy o Giełczew 17 września był ranny. Przydzielony do Ośrodka Zapasowego 49 pułku piechoty wraz z oddziałem 19 września przekroczył granicę polsko-węgierską i został internowany w obozie oficerskim w Wyszehradzie, od 24 września do 27 października, kiedy udało mu się uciec i dotrzeć do Budapesztu, gdzie 30 października 1939 roku otrzymał paszport i przez Jugosławię dotarł 3 listopada do Modane we Francji. 4 listopada wstąpił do Wojska Polskiego we Francji, został skierowany do obozu Bessieres, a następnie został mianowany dowódcą plutonu w centrum szkolenia piechoty w Camp de Coëtquidan, gdzie służył od grudnia 1939 roku do 18 czerwca 1940 roku. Po upadku Francji 21 czerwca dostał się do Plymouth w Wielkiej Brytanii. Od lipca służył w II batalionie 1 Brygady Strzelców.
Zgłosił się do służby w kraju. Po przeszkoleniu w dywersji został zaprzysiężony 13 stycznia 1942 roku w Oddziale VI Sztabu Naczelnego Wodza. Zrzutu dokonano w nocy z 30 na 31 marca 1942 roku w ramach operacji „Belt” dowodzonej przez kpt. naw. Antoniego Voelnagela. W wyniku błędu pilota Motylewicz lądował w pobliżu obozu jeńców radzieckich w Baryczy, około 14 km od Końskich i około 7 km od placówki odbioru zrzutów. 4 zasobniki wpadły w ręce niemieckie. Po aklimatyzacji w Warszawie przydzielono go na IV Odcinek Wachlarza na stanowisko dowódcy patrolu dywersyjnego, a potem zastępcy dowódcy pododcinka „Trójkąt B” z bazą na Królewszczyźnie. Prowadził szkolenie żołnierzy. Po rozbiciu Odcinka i rozwiązaniu Wachlarza w marcu 1943 roku wyjechał do Wilna, a następnie w kwietniu 1943 roku do Warszawy jako pracownik organizacji „Todt”. W maju 1943 roku wrócił do Wilna otrzymawszy przydział na stanowisko instruktora Kedywu Okręgu Wilno AK. Brał udział w wielu akcjach dywersyjnych, m.in.:
- w końcu maja 1943 roku wysadził pociąg niemiecki z amunicją artyleryjską koło Podgrodzia na trasie Wilno–Dyneburg
- zamach na agentkę Gestapo Danutę Wyleżyńską 23 czerwca 1943 roku, wraz z „Broną”[1]
- kilka akcji zdobycia broni i amunicji z transportów na linii Wilno-Święciany.

W lipcu 1943 roku został skierowany do organizacji oddziału partyzanckiego „Bariera”, „Roma”, później przekształconego w 6 Wileńską Brygadę AK. Od 19 sierpnia 1943 roku walczył jako zastępca dowódcy oddziału por. Adama Boryczki „Tońka”. Szkolił żołnierzy oddziału, uczestniczył w akcjach bojowych dowodząc patrolami oddziału. W czasie ataku litewskiej i niemieckiej policji na 3 Wileńską Brygadę AK poderwał żołnierzy 6 Brygady i ruszył na odsiecz 3 Brygadzie. Poległ dowodząc brygadą 7 stycznia 1944 roku w Mikuliszkach. Został pochowany na wiejskim cmentarzu w Mikuliszkach.

## Awanse
- podporucznik służby stałej piechoty – 1 października 1938 roku
- porucznik – ze starszeństwem z dniem 30 marca 1942 roku.

## Ordery i odznaczenia
- Krzyż Srebrny Orderu Virtuti Militari – pośmiertnie
- Krzyż Walecznych – pośmiertnie.

## Upamiętnienie
W lewej nawie kościoła św. Jacka przy ul. Freta w Warszawie odsłonięto w 1980 roku tablicę Pamięci żołnierzy Armii Krajowej, cichociemnych – spadochroniarzy z Anglii i Włoch, poległych za niepodległość Polski. Wśród wymienionych 110 poległych cichociemnych jest Piotr Motylewicz.